# Rosso Tiziano
Il rosso Tiziano è una particolare tonalità di rosso che nei capelli umani corrisponde a un biondo con sfumature rossastre-dorate.
Il nome della tonalità deriva dal pittore veneziano Tiziano Vecellio, che l'ha usata spesso nelle proprie opere.

## Confronto con tonalità simili
A causa della vicina e simile origine, vengono spesso confusi i capelli color "Tiziano" e color "veneziano". Il rosso Tiziano corrisponde tuttavia a una tonalità rosso-bionda, mentre il veneziano è un biondo ramato abbastanza chiaro (conosciuto anche come "biondo veneziano").

## L'uso del rosso nel contesto storico

### Tecnica pittorica
Con la colonizzazione del Nuovo Mondo, in Europa arriva la cocciniglia, un insetto che contiene acido carminico. Già nella preistoria l’uomo aveva imparato ad estrarre l'acido carminico da alcune varietà di Kermes (come il Kermes vermilio), un insetto-parassita delle querce. Nel Kermes tuttavia c'è solo l'1% di acido carminico, mentre nella cocciniglia il livello può superare il 20%; di conseguenza si ottiene un rosso più intenso del vermiglione, denominato carminio. 
Durante il Cinquecento e il Seicento il carminio diventa un colore d'avanguardia e molto costoso. I pittori, come lo stesso Tiziano, iniziano a combinare i rossi provenienti dai tre regni naturali (minerale per il cinabro e l'ocra, vegetale per la robbia, animale per il vermiglione e per il carminio) tra loro fino ad ottenere particolari sfumature che passeranno alla storia.
In molte sue opere, per esempio, Tiziano usa un rosso (diverso dal rosso Tiziano) che in realtà è un arancione dorato, ottenuto da ocre. In questi casi le campiture di Kermes vengono velate con il rosso di robbia per rendere più stabile il colore.

### Cosmetica
In questo periodo uomini e donne delle classi alte erano invogliati a cambiare spesso colore di capelli. I capelli rossi divennero particolarmente popolari quando Tiziano iniziò a usare brillanti toni rosso-oro per dipingere i capelli delle donne e delle fanciulle nei suoi quadri.
Per ottenere quel colore venivano usati coloranti naturale, caustici e candeggianti. A Venezia, uomini e donne applicavano miscele sbiancanti a base di zafferano, liscivia, allume, zolfo, soda e/o rabarbaro. Poi si sedevano al sole ad aspettare che il prodotto facesse effetto.
Erano i parrucchieri e donne di servizio a realizzare queste tinture, ispirate anche alla capigliatura di Lesbia che, come ogni donna romana, amava tingersi i capelli.
Il rosso-castano diventa la moda del tempo sia perché richiama l'attenzione sia perché è un colore più tipico in età adolescenziale (rimanda quindi al concetto di gioventù).
La stessa regina Elisabetta I d'Inghilterra era famosa per la sua capigliatura rossa: con il termine isabellismo (o rutilismo) si indicano le persone aventi i capelli rossi naturali (circa l'1% della popolazione mondiale, concentrata in Irlanda, Inghilterra e Australia). In epoca elisabettiana, i capelli rossi erano sinonimo di eleganza e raffinatezza; oggi sono associati a un temperamento aggressivo e feroce.

## Uso nella pittura di Tiziano
Tiziano si è servito del rosso Tiziano per i capelli di molti soggetti femminili. 

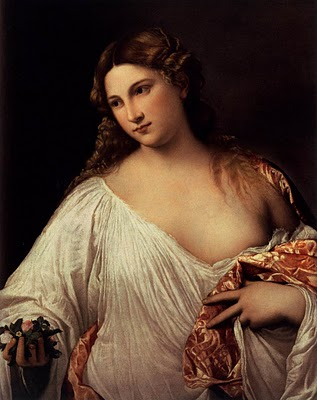
Flora, Tiziano, olio su tela (79x63 cm), 1515, Uffizi (Firenze)

### Flora
Un tipico esempio di uso del rosso Tiziano da parte di Tiziano è la Flora degli Uffizi.

La giovane donna dipinta corrisponde ai canoni della bellezza cinquecentesca: incarnato chiaro e luminoso, guance rosee e lunghi capelli ramati.

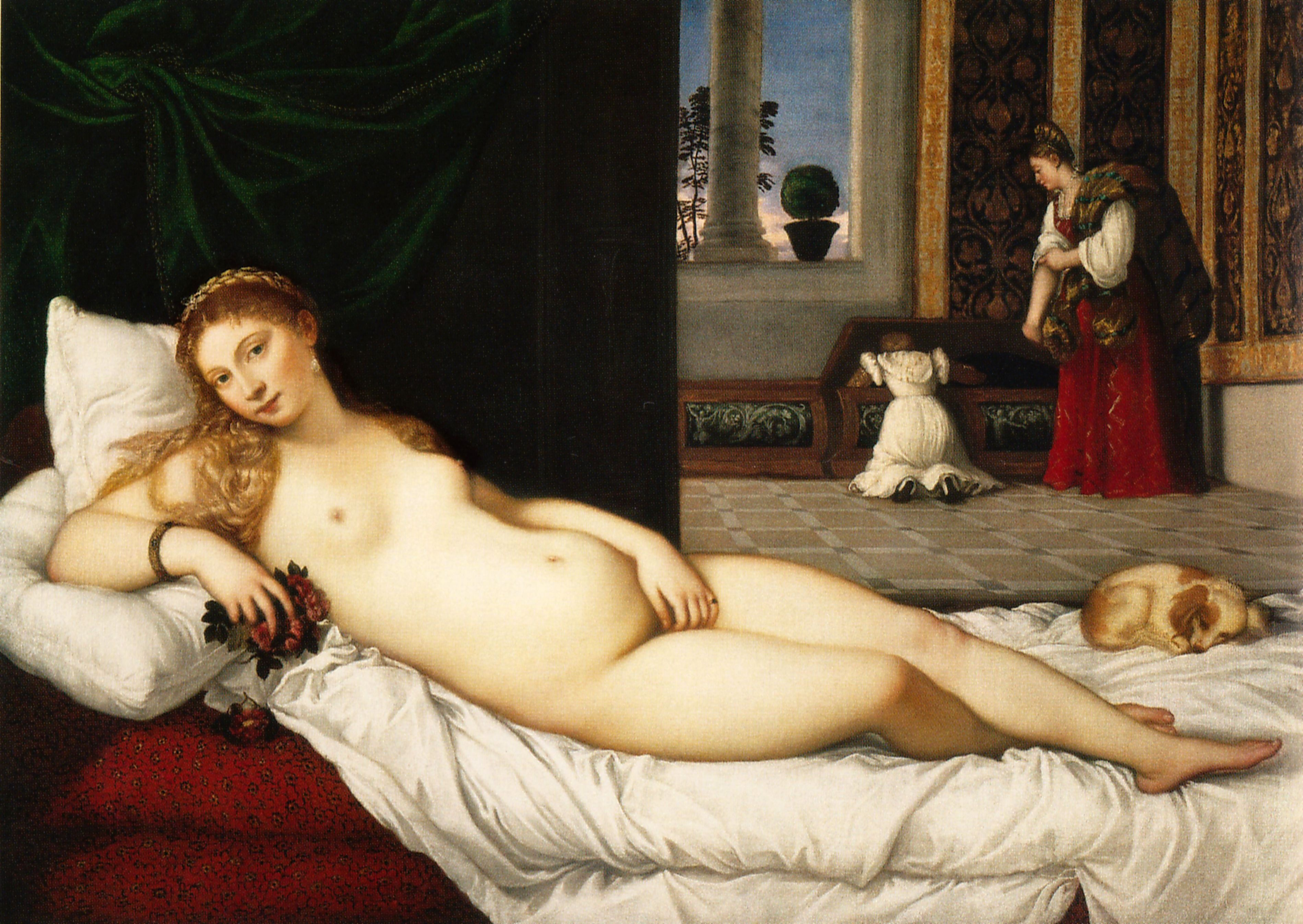
Venere di Urbino, Tiziano, olio su tela (119x165 cm), 1538, Galleria degli Uffizi di Firenze.

### Venere di Urbino
La Venere di Urbino è stata descritta come il dipinto più sensuale non solo del Cinquecento, ma di tutta la storia dell'arte. A colpire lo spettatore non è solo lo sguardo ammaliante del personaggio raffigurato, ma anche la chioma di capelli rosso-oro che cadono mossi sulle spalle.

### Maddalena penitente

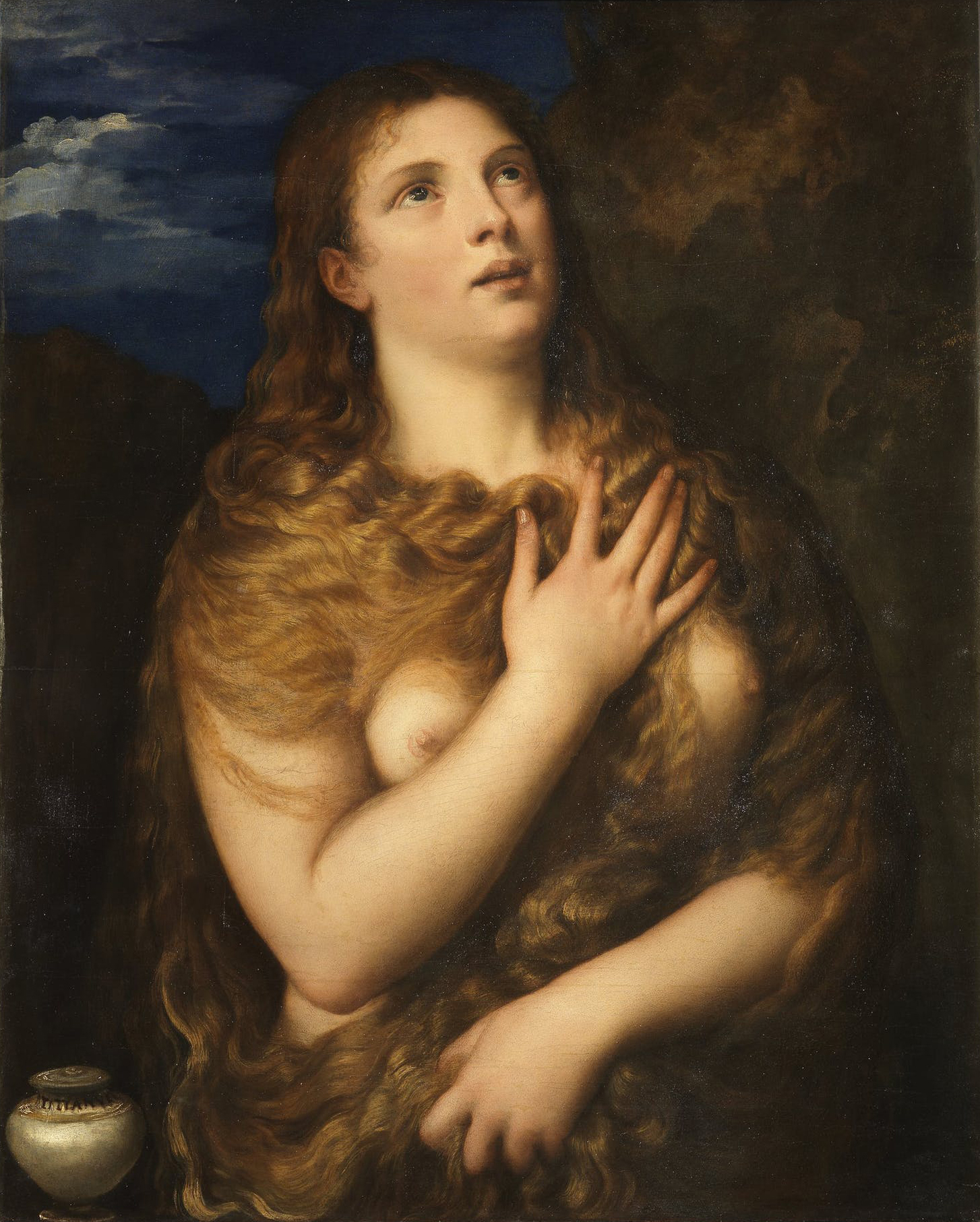
La Maddalena Penitente

La Maddalena penitente presentata da Tiziano è una prostituta pentita. Questa donna dal passato licenzioso viene dipinta attraverso pennellate dense e pastose; le tonalità sono calde così da evidenziare le lacrime cristalline.
I capelli scendono fluenti quasi a cercare di coprire il corpo nudo. Tiziano dà vita a questa chioma biondo-ramata dipingendo ciocche che catturano la luce.

## Uso e significato del colore
Il rosso Tiziano è una delle sfumature di rosso più apprezzate: il colore risulta caldo, squillante e sensuale.
Con il rosso Tiziano è facile creare giochi di luce. La tendenza al biondo (luce, luminosità) si unisce alle sfumature più rossastre (che simbolicamente è il tocco di passione).
Questo colore simboleggia forza, potere, sangue, seduzione e passione. Simboleggia inoltre simboleggia la brama di potere e di vittoria. Tra i rossi, è associato ad una sensualità innocente e raffinata. 
L'apprezzamento di questo colore è spesso attribuito a individui dotati di una personalità forte, determinati ed estroversi, in competizione con sé stessi e con gli altri, amanti e sempre alla ricerca di attenzioni. Coloro che, invece, non apprezzano questo colore sono considerati introversi, più timidi e discreti (preferiscono non apparire).

### Cromoterapia
Nella cromoterapia il rosso Tiziano viene usato perché si ritiene stimoli il sistema nervoso centrale, così da curare malattie da raffreddamento, tosse, asma e mal di gola. Inoltre si ritiene stimoli l'appetito e faciliti l'eliminazione delle tossine.